# Joaquín Correa
Carlos Joaquín Correa, né le 13 août 1994 à Juan Bautista Alberdi, dans la province de Tucumán, est un footballeur international argentin qui évolue au poste d'attaquant à Botafogo.

## Biographie

### Carrière en club

#### Estudiantes (2012-2014)
Pendant sa formation, Correa porte les maillots de River Plate, Renato Cesarini puis Estudiantes. C'est dans ce dernier club qu'il fait ses débuts professionnels le 19 mai 2012 face au CA Banfield.
Il dispute avec l'Estudiantes 64 matchs toutes compétitions confondues, pour cinq buts et quatre passes décisives. Avec cette équipe, il participe à la Copa Sudamericana, inscrivant un but contre le club uruguayen de Peñarol.

#### Sampdoria (2015-2016)
En décembre 2014, à l'âge de 20 ans, il est transféré en Italie, dans le club de la Sampdoria, équipe de Serie A, contre une indemnité estimée à 8 millions d'euros,.

#### Séville FC (2016-2018)
Le 10 juillet 2016, il s'engage avec le Séville FC pour cinq saisons. Il joue son premier match avec Séville le 17 août 2016, lors du match retour de supercoupe d'Espagne 2016 perdu contre le FC Barcelone (3-0).

#### Lazio Rome (2018-2021)
Le 1er août 2018, il s'engage avec la Lazio pour 4 saisons. Il joue son premier match sous ses nouvelles couleurs le 18 août 2018, lors de la première journée de la saison 2018-2019 de Serie A contre le SSC Naples. Il entre en jeu à la place de Milan Badelj et son équipe s'incline par deux buts à un. En 2019 la Lazio atteint la finale de la coupe d'Italie, qui se joue le 15 mai 2019 face à l'Atalanta Bergame. Titulaire ce jour-là, Correa se montre décisif en marquant un but, contribuant à la victoire (2-0) et au sacre de son équipe. Il remporte ainsi son premier titre avec la Lazio.

#### Inter Milan (depuis 2021)
Le 26 août 2021, l’Inter Milan annonce son arrivée en prêt avec option d’achat obligatoire pour un contrat courant jusqu’en juin 2025.
Le 27 août 2021, les Intéristes se déplacent à Vérone, lors de la deuxième journée du championnat italien. Ils s'imposent par 3 buts à 1 grâce à Joaquin Correa, entré à la 74e minute et auteur d’un doublé (83e et 91e minute).

#### Prêt à l'Olympique de Marseille (2023-2024)
Le 25 août 2023, Correa rejoint l'Olympique de Marseille dans le cadre d'un prêt avec option d’achat, obligatoire si le club décroche une place qualificative pour la Ligue des champions,. À l’issue de performances médiocres de Correa et terminant hors des places qualificatives pour la Ligue des champions , l’Olympique de Marseille ne lève pas l’option d’achat et Correa retourne à l’Inter

### En équipe nationale

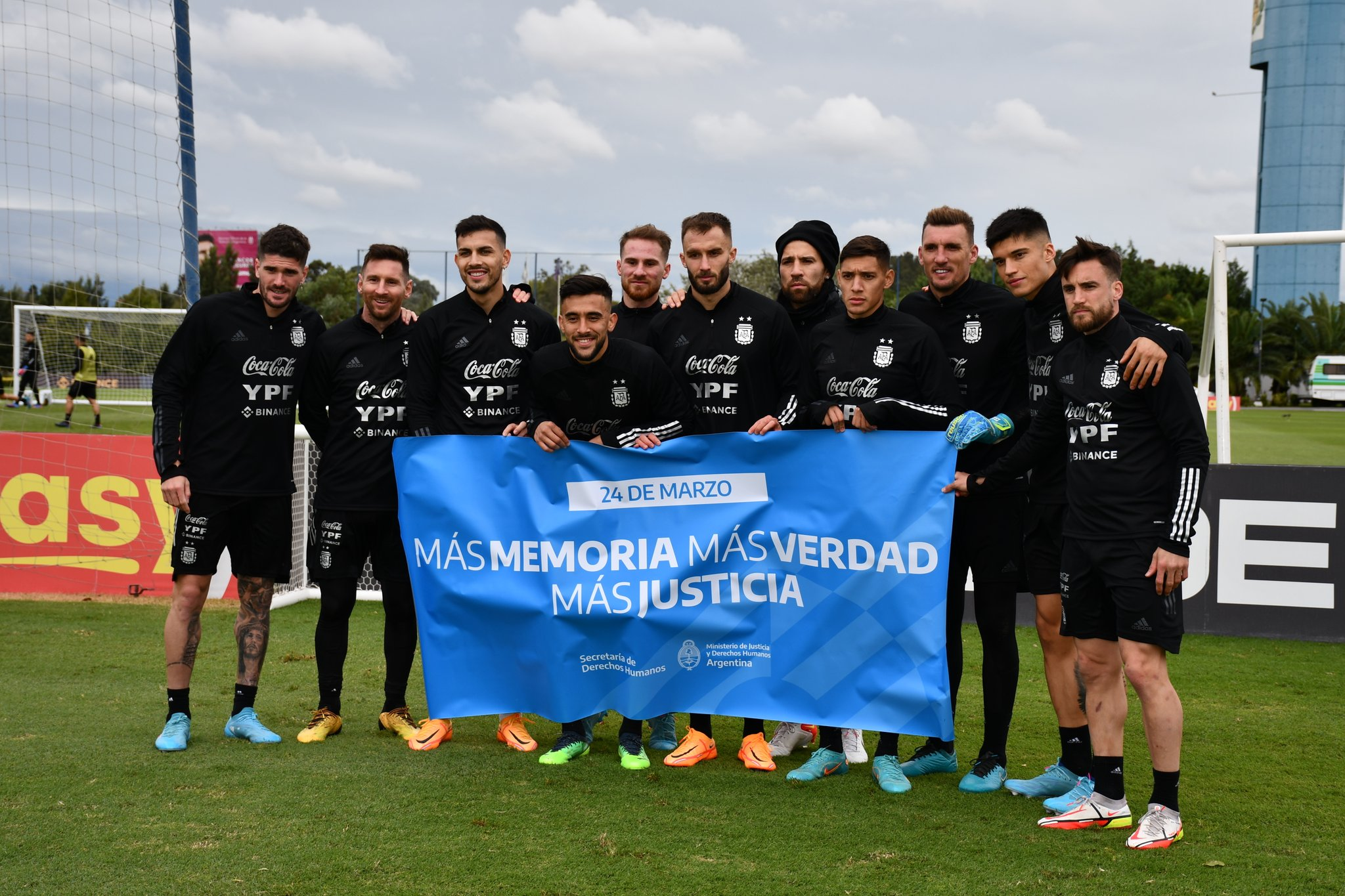
Correa (deuxième en partant de la droite) avec l'équipe d'Argentine en 2022

À la suite de la nomination de Jorge Sampaoli à la tête de la sélection en juin 2017, il est convoqué pour la première fois pour deux matchs amicaux. Il fait ses débuts le 9 juin 2017 face au Brésil en remplaçant Gonzalo Higuaín à la mi-temps,  puis est titulaire et inscrit son premier but face à Singapour lors du match suivant le 13 juin 2017.
Le 10 juillet 2021, Correa remporte la Copa América face au Brésil au stade Maracanã. Il s'agit du premier trophée remporté par la sélection nationale depuis la Copa America 1993. Durant la compétition, il rentre en jeu lors des trois matchs de phase de groupe.
Le 11 novembre 2022, il est sélectionné par Lionel Scaloni pour participer à la Coupe du monde 2022. Une semaine plus tard, la fédération argentine annonce son forfait en raison d'une blessure. Il n'est donc pas membre de la sélection argentine qui remporte cette Coupe du monde.

## Statistiques
| Saison                | Club                          | Championnat           | Championnat | Championnat | Championnat | Coupe(s) nationale(s) | Coupe(s) nationale(s) | Coupe(s) nationale(s) | Supercoupe | Supercoupe | Supercoupe | Compétition(s) continentale(s) | Compétition(s) continentale(s) | Compétition(s) continentale(s) | Compétition(s) continentale(s) | Coupe du monde des clubs | Coupe du monde des clubs | Coupe du monde des clubs | Total | Total | Total |
| Saison                | Club                          | Division              | M.          | B.          | P.d.        | M.                    | B.                    | P.d.                  | M.         | B.         | P.d.       | Comp.                          | M.                             | B.                             | P.d.                           | M.                       | B.                       | P.d.                     | M.    | B.    | P.d.  |
| 2011-2012             | Estudiantes                   | Primera División      | 3           | 0           | 0           | -                     | -                     | -                     | -          | -          | -          | -                              | -                              | -                              | -                              | -                        | -                        | -                        | 3     | 0     | 0     |
| 2012-2013             | Estudiantes                   | Primera División      | 8           | 0           | 0           | 2                     | 0                     | 0                     | -          | -          | -          | -                              | -                              | -                              | -                              | -                        | -                        | -                        | 10    | 0     | 0     |
| 2013-2014             | Estudiantes                   | Primera División      | 26          | 2           | 1           | 3                     | 1                     | 0                     | -          | -          | -          | -                              | -                              | -                              | -                              | -                        | -                        | -                        | 29    | 3     | 1     |
| 2014                  | Estudiantes                   | Primera División      | 16          | 2           | 2           | -                     | -                     | -                     | -          | -          | -          | CS                             | 6                              | 1                              | 0                              | -                        | -                        | -                        | 22    | 3     | 2     |
| Sous-total            | Sous-total                    | Sous-total            | 53          | 4           | 3           | 5                     | 1                     | 0                     | -          | -          | -          | -                              | 6                              | 1                              | 0                              | -                        | -                        | -                        | 64    | 6     | 3     |
| 2014-2015             | Sampdoria                     | Serie A               | 6           | 0           | 0           | -                     | -                     | -                     | -          | -          | -          | -                              | -                              | -                              | -                              | -                        | -                        | -                        | 6     | 0     | 0     |
| 2015-2016             | Sampdoria                     | Serie A               | 25          | 3           | 1           | -                     | -                     | -                     | -          | -          | -          | -                              | -                              | -                              | -                              | -                        | -                        | -                        | 25    | 3     | 1     |
| Sous-total            | Sous-total                    | Sous-total            | 31          | 3           | 1           | -                     | -                     | -                     | -          | -          | -          | -                              | -                              | -                              | -                              | -                        | -                        | -                        | 31    | 3     | 1     |
| 2016-2017             | Séville FC                    | Liga                  | 26          | 4           | 0           | 4                     | 3                     | 0                     | 1          | 0          | 0          | C1                             | 3                              | 1                              | 0                              | -                        | -                        | -                        | 34    | 8     | 0     |
| 2017-2018             | Séville FC                    | Liga                  | 21          | 1           | 1           | 8                     | 5                     | 0                     | -          | -          | -          | C1                             | 10                             | 1                              | 4                              | -                        | -                        | -                        | 39    | 7     | 5     |
| Sous-total            | Sous-total                    | Sous-total            | 47          | 5           | 1           | 12                    | 8                     | 0                     | 1          | 0          | 0          | -                              | 13                             | 2                              | 4                              | -                        | -                        | -                        | 73    | 15    | 5     |
| 2018-2019             | Lazio Rome                    | Serie A               | 34          | 5           | 6           | 4                     | 2                     | 0                     | -          | -          | -          | C3                             | 6                              | 2                              | 1                              | -                        | -                        | -                        | 44    | 9     | 7     |
| 2019-2020             | Lazio Rome                    | Serie A               | 30          | 9           | 2           | 1                     | 0                     | 0                     | 1          | 0          | 0          | C3                             | 3                              | 1                              | 1                              | -                        | -                        | -                        | 35    | 10    | 3     |
| 2020-2021             | Lazio Rome                    | Serie A               | 28          | 8           | 3           | 2                     | 0                     | 0                     | -          | -          | -          | C1                             | 8                              | 3                              | 2                              | -                        | -                        | -                        | 38    | 11    | 5     |
| Sous-total            | Sous-total                    | Sous-total            | 92          | 22          | 11          | 7                     | 2                     | 0                     | 1          | 0          | 0          | -                              | 17                             | 6                              | 4                              | -                        | -                        | -                        | 117   | 30    | 15    |
| 2021-2022             | Inter Milan                   | Serie A               | 26          | 6           | 1           | 4                     | 0                     | 1                     | 1          | 0          | 0          | C1                             | 5                              | 0                              | 0                              | -                        | -                        | -                        | 36    | 6     | 2     |
| 2022-2023             | Inter Milan                   | Serie A               | 26          | 3           | 1           | 5                     | 0                     | 0                     | 1          | 0          | 0          | C1                             | 9                              | 1                              | 2                              | -                        | -                        | -                        | 41    | 4     | 3     |
| 2024-2025             | Inter Milan                   | Serie A               | 19          | 2           | 2           | 3                     | 0                     | 1                     | -          | -          | -          | C1                             | -                              | -                              | -                              | -                        | -                        | -                        | 22    | 2     | 3     |
| Sous-total            | Sous-total                    | Sous-total            | 71          | 11          | 4           | 12                    | 0                     | 2                     | 2          | 0          | 0          | -                              | 14                             | 1                              | 2                              | -                        | -                        | -                        | 99    | 12    | 8     |
| 2023-2024             | Olympique de Marseille (prêt) | Ligue 1               | 12          | 0           | 0           | -                     | -                     | -                     | -          | -          | -          | C3                             | 7                              | 0                              | 0                              | -                        | -                        | -                        | 19    | 0     | 0     |
| 2025                  | Botafogo FR                   | Série A               | 7           | 0           | 0           | 2                     | 0                     | 0                     | -          | -          | -          | CL                             | 1                              | 0                              | 0                              | 2                        | 0                        | 0                        | 12    | 0     | 0     |
| Total sur la carrière | Total sur la carrière         | Total sur la carrière | 313         | 45          | 20          | 38                    | 11                    | 2                     | 4          | 0          | 0          | -                              | 58                             | 10                             | 10                             | 2                        | 0                        | 0                        | 415   | 66    | 32    |

## En sélection nationale
| Saison                | Sélection             | Phases finales        | Phases finales | Phases finales | Phases finales | Éliminatoires CDM | Éliminatoires CDM | Éliminatoires CDM | Matchs amicaux | Matchs amicaux | Matchs amicaux | Total | Total | Total |
| Saison                | Sélection             | Compétition           | M              | B              | Pd             | M                 | B                 | Pd                | M              | B              | Pd             | M     | B     | Pd    |
| --------------------- | --------------------- | --------------------- | -------------- | -------------- | -------------- | ----------------- | ----------------- | ----------------- | -------------- | -------------- | -------------- | ----- | ----- | ----- |
| 2016-2017             | Argentine             | -                     | -              | -              | -              | -                 | -                 | -                 | 2              | 1              | 0              | 2     | 1     | 0     |
| 2017-2018             | Argentine             | -                     | -              | -              | -              | 1                 | 0                 | 0                 | -              | -              | -              | 1     | 0     | 0     |
| 2019-2020             | Argentine             | -                     | -              | -              | -              | -                 | -                 | -                 | 1              | 0              | 0              | 1     | 0     | 0     |
| 2020-2021             | Argentine             | Copa América 2021     | 3              | 0              | 0              | 1                 | 1                 | 0                 | -              | -              | -              | 4     | 1     | 0     |
| 2021-2022             | Argentine             | -                     | -              | -              | -              | 8                 | 1                 | 0                 | 1              | 0              | 0              | 9     | 1     | 0     |
| 2022-2023             | Argentine             | -                     | -              | -              | -              | -                 | -                 | -                 | 2              | 1              | 0              | 2     | 1     | 0     |
| Total sur la carrière | Total sur la carrière | Total sur la carrière | 3              | 0              | 0              | 10                | 2                 | 0                 | 6              | 2              | 0              | 19    | 4     | 0     |

### Buts internationaux
| 0 | Sélection | Date             | Lieu                                | Adversaire          | Score | Résultat | Compétition                       |
| - | --------- | ---------------- | ----------------------------------- | ------------------- | ----- | -------- | --------------------------------- |
| 1 | 2         | 13 juin 2017     | Stade national, Kallang             | Singapour           | 0-2   | 0-6      | Match amical                      |
| 2 | 5         | 13 octobre 2020  | Estadio Hernando Siles, La Paz      | Bolivie             | 1-2   | 1-2      | Éliminatoires Coupe du monde 2022 |
| 3 | 9         | 2 septembre 2021 | Estadio Olímpico, Caracas           | Venezuela           | 0-2   | 1-3      | Éliminatoires Coupe du monde 2022 |
| 4 | 19        | 16 novembre 2022 | Stade Mohammed-ben-Zayed, Abou Dabi | Émirats arabes unis | 0-5   | 0-5      | Match amical                      |

## Palmarès

### En club
| Séville FC                                                                     | Lazio Rome (2)                                                               | Inter Milan (4) |
| ------------------------------------------------------------------------------ | ---------------------------------------------------------------------------- | --- |
| - Coupe d'Espagne - Finaliste : 2018 - Supercoupe d'Espagne - Finaliste : 2016 | - Coupe d'Italie - Vainqueur : 2019 - Supercoupe d'Italie - Vainqueur : 2019 | - Championnat d'Italie - Vice-champion : 2022 et 2025 - Coupe d'Italie - Vainqueur : 2022 et 2023 - Supercoupe d'Italie - Vainqueur : 2021, 2022 - Finaliste : 2024 - Ligue des champions - Finaliste : 2023 |

### En sélection
| Argentine (2)                                                                                          |
| --- |
| - Copa América (1) : - Vainqueur en 2021 - Coupe des champions CONMEBOL–UEFA (1) : - Vainqueur en 2022 |